# Šetějovice
Obec Šetějovice se nachází v okrese Benešov, kraj Středočeský asi 26 km východně od města Vlašim. Žije zde 69 obyvatel. Součástí obce jsou i vesnice Dolní Rápotice a Žibřidovice.

## Historie
První písemná zmínka o vsi je z roku 1333.

### Územněsprávní začlenění
Dějiny územněsprávního začleňování zahrnují období od roku 1850 do současnosti.
V chronologickém přehledu je uvedena územně administrativní příslušnost obce v roce, kdy ke změně došlo:
- 1850 země česká, kraj Pardubice, politický okres Ledeč, soudní okres Dolní Kralovice[4]
- 1855 země česká, kraj Čáslav, soudní okres Dolní Kralovice
- 1868 země česká, politický okres Ledeč, soudní okres Dolní Kralovice
- 1939 země česká, Oberlandrat Německý Brod, politický okres Ledeč nad Sázavou, soudní okres Dolní Kralovice[5]
- 1942 země česká, Oberlandrat Tábor, politický okres Ledeč nad Sázavou, soudní okres Dolní Kralovice[6]
- 1945 země česká, správní okres Ledeč nad Sázavou, soudní okres Dolní Kralovice[7]
- 1949 Jihlavský kraj, okres Ledeč nad Sázavou[8]
- 1960 Východočeský kraj, okres Havlíčkův Brod
- 1970 Středočeský kraj, okres Benešov
- 2003 Středočeský kraj, okres Benešov, obec s rozšířenou působností Vlašim

## Doprava
Dopravní síť
- Pozemní komunikace – Do obce vede silnice III. třídy.

- Železnice – Železniční trať ani stanice na území obce nejsou.

Veřejná doprava 2012
- Autobusová doprava – Do obce jezdí autobusové linky Vlašim-Trhový Štěpánov-Dolní Kralovice-Snět (v pracovních dnech 3 spoje, o nedělích 2 spoje) a Ježov-Dolní Kralovice-Zruč nad Sázavou (v pracovních dnech 2 spoje).

## Turistika
Obcí prochází cyklotrasa č. 0084 Dolní Kralovice - Šetějovice - Hořice - Čechtice.